# Conchocarpus santosii
Conchocarpus santosii là một loài thực vật có hoa trong họ Cửu lý hương. Loài này được Pirani & Kallunki mô tả khoa học đầu tiên năm 1998.